# Vladislava Ukraintseva
Vladislava Ukraintseva –en ruso, Владислава Украинцева– (Volgodonsk, URSS, 20 de octubre de 1971) es una deportista rusa que compitió en vela en la clase Yngling. Ganó una medalla de oro en el Campeonato Europeo de Yngling de 2004.

## Palmarés internacional
| \| Campeonato Europeo \| Campeonato Europeo \| Campeonato Europeo \| Campeonato Europeo \| \| Año \| Lugar \| Medalla \| Clase \| \| ------------------ \| ----------------------- \| ------------------ \| ------------------ \| \| 2004 \| Stavoren (Países Bajos) \| Medalla de oro \| Yngling \| |                         |                |         |
| Campeonato Europeo |                         |                |         |
| Año | Lugar                   | Medalla        | Clase   |
| 2004 | Stavoren (Países Bajos) | Medalla de oro | Yngling |